# Față

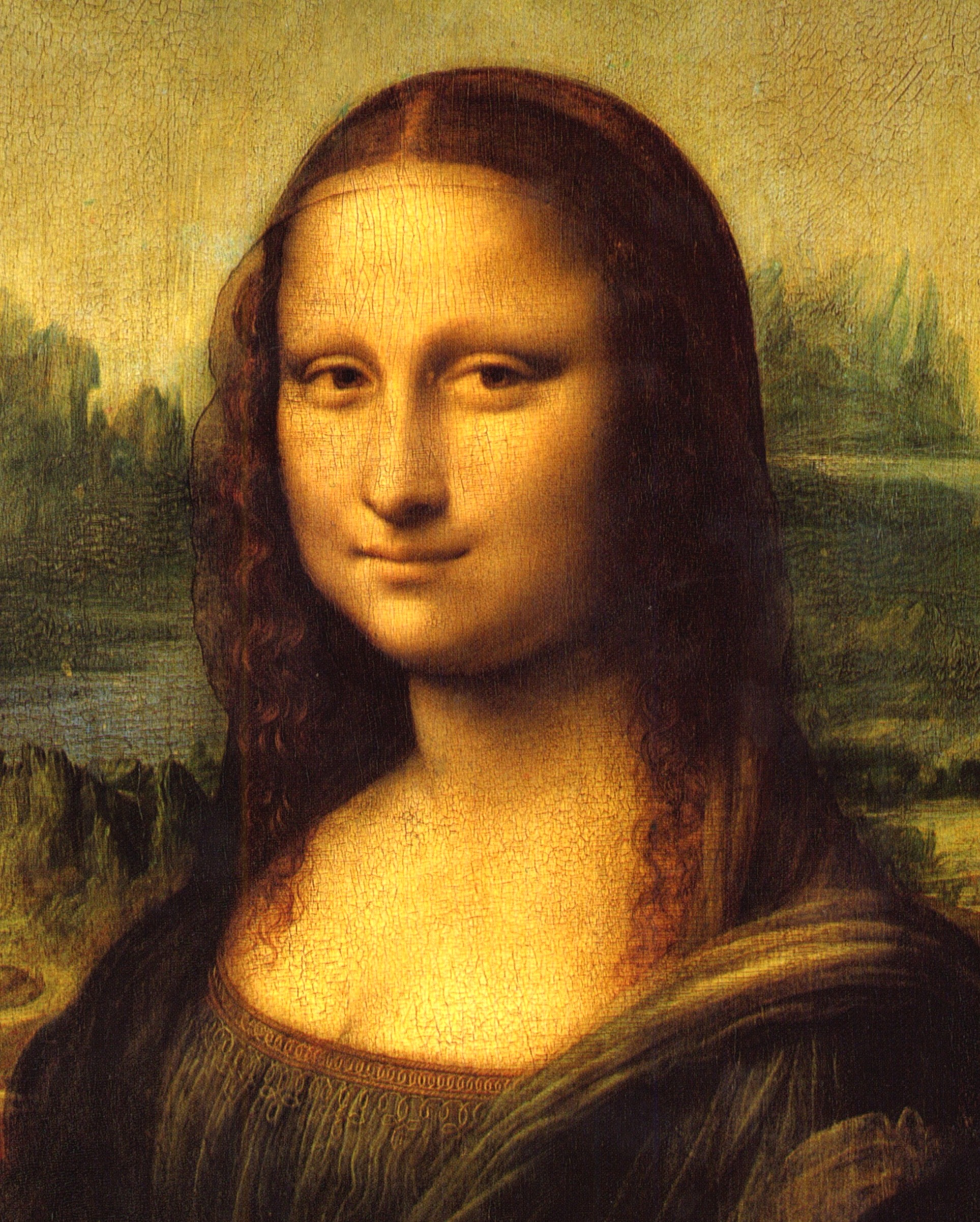
Unul dintre cele mai cunoscute portrete: Mona Lisa

Fața (chip, lat. Facies) este partea anterioară a capului omului (și al unor animale)  care se extinde de la frunte până la bărbie și lateral, dar fără a include urechile. Este delimitată în sus de marginea superioară a frunții. Fața cuprinde ochii, nasul, gura, fruntea, obrajii și bărbia.     
Fața este partea cea mai caracteristică a omului, cea mai personală, din ansamblul elementelor morfologice constitutive; este partea din organism care îl individualizează cel mai bine, mai mult decât la oricare altă ființă (la toate celelalte ființe neexistând deosebiri foarte mari de la un individ la altul). Într-adevăr, la om, fața este partea cea mai definitorie sub raport fizic; partea prin care este recunoscut mai ușor, mai repede, mai bine. Fiindcă trăsăturile feței sunt atât de proprii fiecărei persoane, că rareori se găsesc oameni care să semene perfect unul cu altul  (uneori frații, mai ales gemenii). De aceea, fața servește ca element fundamental pentru identificarea persoanelor, ea fixându-se pe actele de identitate. Dar fața constituie nu numai principalul element al identității fizice, al personalității aparente, extrinsece. Ea exprimă în mare măsură și partea intrinsecă a individului, lăsând să se întrevadă deseori anumite însușiri ale individului, de ordin psihologic, intelectual, moral, caracterial, temperamental. Fața mai poate releva uneori eventuale înclinații morbide a persoanei, poate trăda anumite stări patologice generale de care este afectată persoana respectivă; iar uneori exteriorizează chiar anumite suferințe fizice sau sufletești prin care trece individul respectiv; în fine, fața poate fi ea însăși sediul unor procese patologice de ordin local sau cu semnificație generală, încât poate deveni un element semiologic de mare importanță. Fața reprezintă așadar ansamblul structural constituțional cu diferitele lui părți constitutive, trăsături, forme și raporturi între ele.  Ea poate fi  rotundă, ovală, pătrată etc. sau palidă, roșie, galbenă etc., regulată sau neregulată, simetrică sau asimetrică, urâtă sau frumoasă etc.
Faciesul (fizionomia) etichetează expresia sau aparența feței; în medicină, termenul se utilizează cu referire la un aspect caracteristic al feței, care prezintă modificări mai mult sau mai puțin specifice pentru unele boli. De exemplu, facies adenoidian (aspect al feței caracteristic copiilor cu vegetații adenoide: față inexpresivă, cu gura întredeschisă, prognatism dentar, formă alungită și cu șanțul nazolabial șters). Faciesul  caracterizează aspectul imprimat feței de psihologia individului respectiv; de însușirile, sentimentele, suferințele, gândurile lui; de ființa lui intimă, de personalitatea lui sau de boala de care suferă. Toate aceste aspecte psihoexpresive a feței rezultă din conformația ei, din aspectul gurii, buzelor, ochilor, din trăsăturile și liniile feței în general; dar mai ales din privirea persoanei respective, din mișcările și pozițiile buzelor, pleoapelor, frunții, sprâncenelor, a trăsăturilor și liniilor feței, din mobilitatea sau fixitatea lor, din mimică, gesticulație, expresivitate. Iată de ce, chiar de la o primă privire, generală, nepătrunzătoare, neanalitică, fața unui individ cu fizionomia ei respectivă îl pot defini pe acesta în mare măsură, caracterizându-l drept frumos sau urât, vesel sau morocănos, plăcut sau displăcut, atrăgător sau respingător pentru cei din jur, inteligent sau nu prea, ca o persoană distinsă sau grosolană, un om bun la suflet sau rău etc. Prin fața lor, ca expresie vie a personalității, oamenii se simt de la prima vedere atrași între ei sau se resping. Prin față s-au născut iubiri sau ură, milă sau dispreț, sentimente gingașe sau îngrozitoare. Faciesul  caracterizează calitățile intelectuale ale individului (față inteligentă: vie spirituală sau plată, indiferentă, bleagă, imbecilă), particularitățile caracteriale ale lui (față fermă, energică, pozitivă, dură, vicleană, blândă, bună sau din contră rea, meschină, falsă, indisciplinată, indocilă, vicioasă), însușirile temperamentale (față activă, vioaie, mobilă, agitată, colerică sau din contră, față moale, apatică, leneșă), sentimentele (față senină, afectivă, generoasă, deprimată, neliniștită, îngrozită, satisfăcută, îngrijorată), starea psihofizică al individului respectiv (față obosită, suferindă, inspirând forță morală, rezistență fizică sau din contră cu aspect de indiferență, neîncredere, abandon, sau față veselă, surâzătoare sau închisă, deznădăjduită, deprimată, chinuită).  

## Legături externe
Materiale media legate de față la Wikimedia Commons